# Европейска кръгла маса на индустриалците
Европейска кръгла маса на индустриалците (на английски: European Round Table of Industrialists — ERT) — влиятелна група по интереси в Европейския съюз, формирана от ръководителите и представителите на най-големите промишлени и инфраструктурни компании в Европа като Nestle, ThyssenKrupp, Total, Siemens, Telefonica, EADS, Repsol и други, обединени с цел подобряване на конкурентоспособността на Европа. Групата работи на национално и на европейско равнище.
Сега ERT наброява 50 члена, представящи 50 компании в 18 страни.